# Zuvelcați, Argeș
Zuvelcați este un sat în comuna Bârla din județul Argeș, Muntenia, România.